# Rychlík vyšší kvality
Rychlík vyšší kvality (zkratkou Rx) byl komerční druh vlaků, který mezi lety 2014 a 2018 využívaly České dráhy. Jednalo se o rychlíky, které poskytovaly kvalitu osobních vozů kategorie expres a to alespoň z 80 % soupravy. Standardem vlakových souprav řazených v kategorii Rx byly modernizované osobní vozy s možností využití zásuvek 230 V, popřípadě vozy vybavené klimatizací. Ve vlacích Rx bylo však nadále možno cestovat vozy řady B s koženkovými sedadly, které však bývaly použity pouze jako posila kmenové soupravy vlaku. Provoz vlaků s označením Rx byl k 8. 12. 2018 ukončen. Vlaky jsou vedeny jako rychlíky. Dopravce České dráhy se vyjádřil, že již není potřeba dělat rozdíly.
Cílem značky vlaků Rx bylo odlišit standardní rychlíky se starými vozy od vlaků stejné přepravní rychlosti, ale s vyšší kvalitou vozového parku.

## Historie spojů Rx
Možnost vzniku vlaků druhu Rx vznikla uvolněním vozů vyšší kvality zejména z trasy Praha – Vídeň, kterou České dráhy spolu s rakouským partnerem ÖBB od GVD 2014–2015 provozují soupravami Railjet.
Soupravy, které později přešly pod značku Rx, začaly být postupně nasazovány na rychlíky mezi Prahou a Chebem již v polovině roku 2014.
První vlaky pod značkou Rx začaly jezdit 14. prosince 2014 na tratích Praha – Plzeň – Cheb a Praha – Plzeň – Klatovy – Železná Ruda. Od prosince 2015 jezdily pod značkou Rx vlaky na trase Brno – Břeclav – Olomouc řazené v podobě nových elektrických jednotek InterPanter.
Další linkou pro zavedení rychlíků vyšší kvality se stala trať Praha – Česká Třebová – Brno, rovněž na základě využití jednotek InterPanter.
První linkou, kde došlo k degradaci vlaků Rx zpět na běžné rychlíky, je linka R16 Praha – Plzeň – Klatovy. Kvalita nasazovaných souprav se snížila již od počátku jízdního řádu 2017/2018 vinou zprovoznění nové expresní vrstvy vlaků (Ex6) a nedostatku vozidel partnerského dopravce Alex. Proto bylo na konci ledna 2018 přistoupeno ke změně kategorie těchto vlaků zpět na běžné rychlíky.
Dne 8. 12. 2018 vyjely vlaky s označením Rx naposledy. Vlaky jsou v současném jízdním řádu vedeny jako rychlíky. Dopravce České dráhy se vyjádřil, že již není potřeba dělat rozdíly.

## REX
V zahraničí (Německo, Rakousko, Slovensko) je značka RE, REX, REx obvykle používána s výkladem „regional express“, tedy rychlý vlak regionální kategorie (spěšný vlak). Česká zkratka Rx, která je specifikována jako rychlík vyšší kvality, si již od počátku mezi fanoušky železnice a některými zaměstnanci drah vysloužila přezdívku „Ryxlík“.[zdroj?]